# Colletes dinizi
Colletes dinizi é uma espécie de insetos himenópteros, mais especificamente de abelhas pertencente à família Apidae.
A autoridade científica da espécie é Kuhlmann, Ortiz & Ornosa, tendo sido descrita no ano de 2001.
Trata-se de uma espécie presente no território português.